# Il giudice e il commissario
Il giudice e il commissario (Femmes de loi), è una serie televisiva poliziesca di produzione francese, creata nel 2000 da Benoît Valère e trasmessa dalla rete transalpina TF1 fino al 2009. In Italia, gli episodi della serie sono trasmessi da Rete 4.
A partire dall'episodio n.27 Fragile liberté, il format della serie cambia, passando da 90 minuti a 52 minuti.
La serie si è conclusa giovedì 26 novembre 2009 dopo 44 episodi.

## Trama
La serie ha per protagoniste due donne, il procuratore Elisabeth Brochène e il tenente di polizia Marie Balaguère. Due donne molto diverse tra di loro, per età e carattere. Due amiche, ma anche due professioniste impegnate nella lotta al crimine, che conducono in maniera diversa a causa dei temperamenti opposti e che, spesso, le portano a duri confronti personali. Il procuratore Elisabeth Brochène è affiancato, nel corso delle diverse stagioni, dal tenente Marie Balaguère (stagioni 1-6), poi dal tenente Elena Cortès (stagione 7) e infine dal tenente Emilie Jeanson (stagioni 8-9).

## Episodi
Episodio pilota (2000) con Ingrid Chauvin
1. Justice d'une mère (1) - 22 giugno 2000 - in Italia: Il giusto movente

Prima stagione (2002)
1. Secret défense (2) - 28 febbraio 2002 - in Italia: Segreto militare
2. Une occasion en or (3) - 21 marzo 2002 - in Italia: La finta squillo

Seconda stagione (2002-2003)
1. Dette d'amour (4) - 16 settembre 2002 - in Italia: Dodici anni dopo
2. Un amour de jeunesse (5) - 7 ottobre 2002 - in Italia: Un amore di gioventù
3. L'école du vice (6) - 11 novembre 2002 - in Italia: Un uomo disperato
4. Crime passionnel (7) - 10 marzo - in Italia: Un appuntamento fatale
5. À bout de force (8) - 28 aprile 2003 - in Italia: L'apparenza inganna
6. L'œil de Caïn (9) - 26 maggio 2003 - in Italia: La residenza

Terza stagione (2003-2004)
1. Tableau de chasse (10) - 8 settembre 2003 - in Italia: L'uomo del bosco
2. Les beaux quartiers (11) - 3 novembre 2003 - in Italia: Un alibi perfetto
3. Protection rapprochée (12) - 5 gennaio 2004 - in Italia: Protezione ravvicinata
4. Mortelle orpheline (13) - 22 marzo 2004 - in Italia: Perché giustizia sia fatta

Quarta stagione (2004-2005)
1. Intime conviction (14) - 3 ottobre 2004 - in Italia: Il segreto
2. Beauté fatale (15) - 15 novembre 2004 - in Italia: Bellezza fatale
3. Amour fou (16) - 31 gennaio 2005 - in Italia: Follia d'amore
4. Meurtre à la carte (17) - 31 gennaio 2005 - in Italia: Morte di uno chef

Quinta stagione (2005-2006)
1. Un criminel sans nom (18) - 26 settembre 2005 - in Italia: Un criminale senza nome
2. Héritage (19) - 15 ottobre 2005 - in Italia: L'eredità
3. Dette de sang (20) - 5 febbraio 2006 - in Italia: Debito di sangue
4. Clichés meurtriers (21) - 5 marzo 2006 - in Italia: La foto truccata
5. Secrets de famille (22) - 22 maggio 2006 - in Italia: Al di sopra di ogni sospetto

Sesta stagione (2006-2007)
1. Promotion mortelle (23) - 18 ottobre 2006 - in Italia: Promozione mortale
2. Paroles interdites (24) - 27 marzo 2007 - in Italia: Parole sbagliate
3. Cantine mortelle (25) - 18 giugno 2007 - in Italia: Mensa mortale

Settima stagione (2007-2008) con Aylin Prandi
1. La fille de l'air (26) - 4 ottobre 2007
2. Fragile liberté (27) - 11 ottobre 2007
3. Pour le meilleur... (28) - 11 ottobre 2007
4. Immunité (29) - 18 ottobre 2007
5. Sur le vif (30) - 25 ottobre 2007
6. Meurtre ascendant Scorpion (31) - 17 gennaio 2008
7. Speed dating (32) - 17 gennaio 2008

Ottava stagione (2008-2009) con Noémie Elbaz
1. Une femme parfaite (33) - 18 giugno 2008
2. La robe et la justice (34) - 28 agosto 2008
3. Passager clandestin (35) - 28 agosto 2008
4. La reine de coeur (36)
5. Soirées privées (37)
6. Bleu comme la mort (38)
7. Un loup dans la bergerie (39)
8. La vérité sur le bout des doigts (40)
9. La Nécropole (41)
10. Mort sur le net (42)

Nona stagione (2009)
1. Cœur de lion (43)
2. La dernière carte (44)